# Cortés (departement)
Cortés is een departement van Honduras, gelegen in het noorden van het land. De hoofdstad is de industriestad San Pedro Sula, de tweede stad van het land.
Het departement bestrijkt een oppervlakte van 3923 km² en is met 1.653.699 inwoners (2016) het volkrijkst van alle Hondurese departementen.
Cortés bestaat voornamelijk uit tropisch laagland, waar zich het economische zwaartepunt van Honduras bevindt. In het westen van het departement begint het Merendóngebergte.

## Gemeenten
Het departement is ingedeeld in twaalf gemeenten:
- Choloma
- La Lima
- Omoa
- Pimienta
- Potrerillos
- Puerto Cortés
- San Antonio de Cortés
- San Francisco de Yojoa
- San Manuel
- San Pedro Sula
- Santa Cruz de Yojoa
- Villanueva

Atlántida · Choluteca · Colón · Comayagua · Copán · Cortés · El Paraíso · Francisco Morazán · Gracias a Dios · Intibucá · Islas de la Bahía · La Paz · Lempira · Ocotepeque · Olancho · Santa Bárbara · Valle · Yoro